# Kreuzgang 4 (Burg)

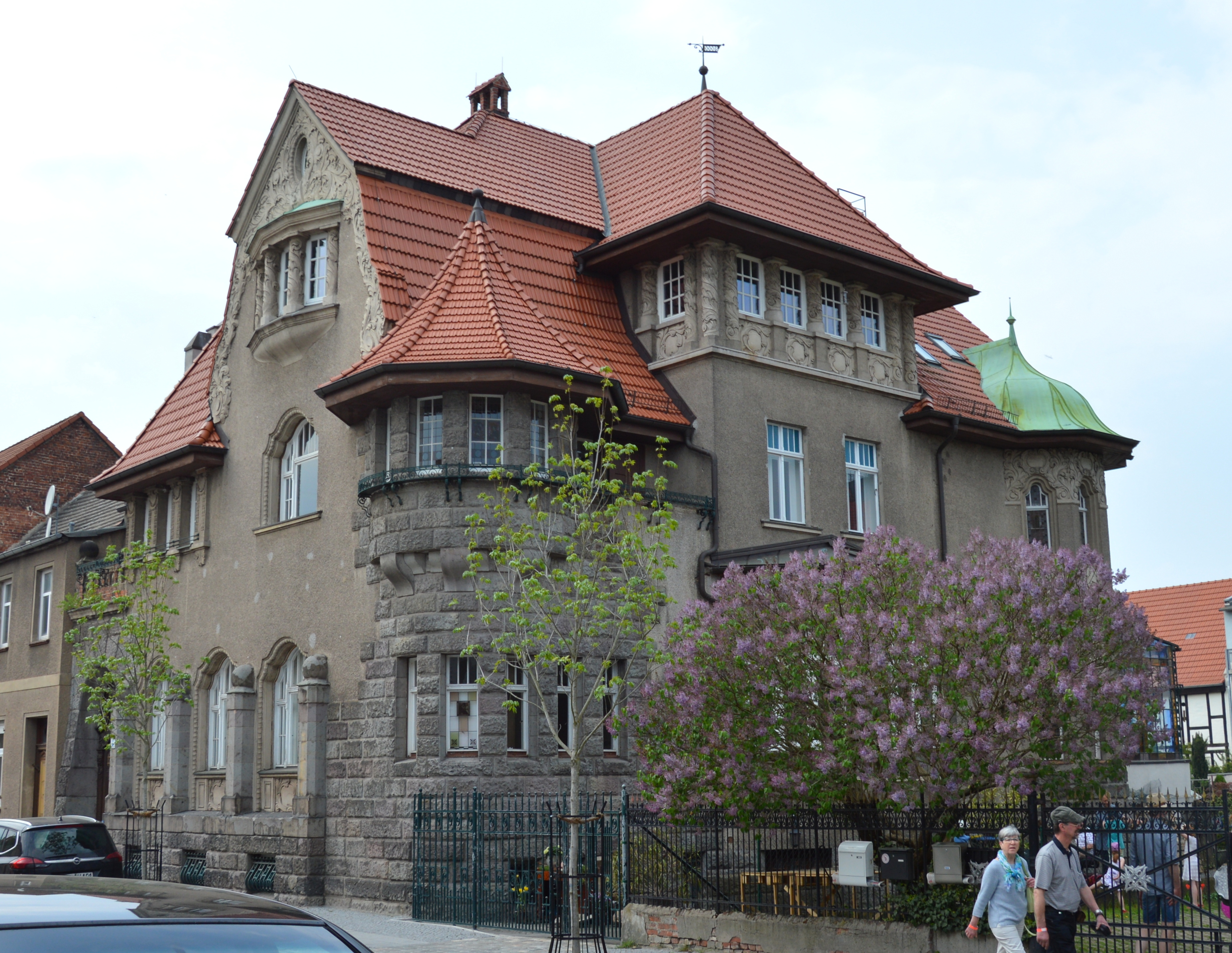
Villa Kreuzgang 4

Das Wohnhaus Kreuzgang 4 ist eine denkmalgeschützte Villa in Burg in Sachsen-Anhalt.
Sie befindet sich auf der Nordseite der Straße Kreuzgang in der Burger Innenstadt.
Die Villa wurde in den Jahren 1907/1908 durch den Architekten Heinrich Kabelitz für den Lederfabrikanten Georg Meinke errichtet. Der zweigeschossige verputzte Bau ist reich verziert und weist neobarocke Formen der Reformarchitektur auf.
Im örtlichen Denkmalverzeichnis ist die Villa unter der Erfassungsnummer 094 05672 als Baudenkmal verzeichnet.